# Big Ten Conference
La Big Ten Conference (español: Conferencia de los 10 Grandes) es una conferencia de la División I de la NCAA. Fundada en 1896, está formada por 18 miembros, tras la incorporación en 2014 de la Universidad de Maryland y de la Universidad Rutgers, y la de UCLA, USC, Washington y Oregón en 2024. que compiten en 28 deportes.
La conferencia tiene su sede en Rosemont, Illinois, Estados Unidos. 
Los deportes practicados en esta conferencia son: béisbol, baloncesto, fútbol, fútbol americano, campo a través, hockey sobre hielo, hockey sobre hierba, golf, gimnasia, lacrosse, remo, softbol, natación y saltos, voleibol y lucha. 
Las instituciones miembros de la Big Ten son importantes universidades de investigación con grandes dotaciones financieras y una sólida reputación académica. Un gran alumnado es una característica distintiva de sus universidades, ya que 15 de los 18 miembros inscriben a más de 30.000 estudiantes. Todas son universidades públicas excepto la Universidad Northwestern y la Universidad del Sur de California, ambas universidades privadas. En conjunto, las diez grandes universidades educan a más de 520.000 estudiantes en total y tienen 5,7 millones de exalumnos vivos. Los miembros participan en 9.300 millones de dólares en investigación financiada cada año; 17 de 18 son miembros de la Asociación de Universidades Estadounidenses (excepto Nebraska) y de la Asociación de Universidades de Investigación (excepto USC).
Aunque la Big Ten han sido principalmente una conferencia del Medio Oeste durante casi un siglo, la huella geográfica de la conferencia se ha extendido desde el Atlántico Medio hasta las Grandes Llanuras desde 2014. En 2024, la conferencia ganó presencia en la costa oeste con la incorporación de cuatro antiguas escuelas de la Pac-12 Conference.

## Miembros
| Logo | Institución                                 | Localización           | Fundada | Desde | Tipo    | Equipo          | Deportes |
| ---- | ------------------------------------------- | ---------------------- | ------- | ----- | ------- | --------------- | -------- |
|      | Universidad de Illinois en Urbana-Champaign | Urbana y Champaign, IL | 1867    | 1896  | Pública | Fighting Illini | 21       |
|      | Universidad de Indiana Bloomington          | Bloomington, IN        | 1820    | 1899  | Pública | Hoosiers        | 24       |
|      | Universidad de Iowa                         | Iowa City, IA          | 1847    | 1899  | Pública | Hawkeyes        | 24       |
|      | Universidad de Maryland                     | College Park, MD       | 1856    | 2014  | Pública | Terrapins       | 20       |
|      | Universidad de Míchigan                     | Ann Arbor, MI          | 1817    | 1896  | Pública | Wolverines      | 27       |
|      | Universidad Estatal de Míchigan             | East Lansing, MI       | 1855    | 1950  | Pública | Spartans        | 25       |
|      | Universidad de Minnesota                    | Mineápolis, MN         | 1851    | 1896  | Pública | Golden Gophers  | 23       |
|      | Universidad de Nebraska-Lincoln             | Lincoln, NE            | 1869    | 2011  | Pública | Cornhuskers     | 21       |
|      | Universidad del Noroeste                    | Evanston, IL           | 1851    | 1896  | Privada | Wildcats        | 19       |
|      | Universidad Estatal de Ohio                 | Columbus, OH           | 1870    | 1912  | Pública | Buckeyes        | 35       |
|      | Universidad de Oregón                       | Eugene, Oregón         | 1876    | 2024  | Pública | Ducks           | 18       |
|      | Universidad Estatal de Pensilvania          | State College, PA      | 1855    | 1990  | Pública | Nittany Lions   | 29       |
|      | Universidad Purdue                          | West Lafayette, IN     | 1869    | 1896  | Pública | Boilermakers    | 18       |
|      | Universidad Rutgers                         | Nuevo Brunswick, NJ    | 1766    | 2014  | Pública | Scarlet Knights | 27       |
|      | Universidad de California, Los Ángeles      | Los Ángeles, CA        | 1919    | 2024  | Pública | Bruins          | 25       |
|      | Universidad del Sur de California           | Los Ángeles, CA        | 1880    | 2024  | Privada | Trojans         | 23       |
|      | Universidad de Washington                   | Seattle, Washington    | 1861    | 2024  | Pública | Huskies         | 22       |
|      | Universidad de Wisconsin-Madison            | Madison, WI            | 1848    | 1896  | Pública | Badgers         | 23       |

## Miembros asociados
| Institución               | Localización   | Fundada | Año de unión        | Tipo    | Equipo         | Deporte(s)                    | Conferencía Primaria             |
| ------------------------- | -------------- | ------- | ------------------- | ------- | -------------- | ----------------------------- | -------------------------------- |
| Universidad Johns Hopkins | Baltimore, MD  | 1876    | 2014 (m.) 2016 (f.) | Privada | Blue Jays      | Lacrosse masculino y femenino | Centennial Conference (Div. III) |
| Universidad de Notre Dame | Notre Dame, IN | 1842    | 2017                | Privada | Fighting Irish | Hockey sobre hielo masculino  | Atlantic Coast Conference        |

## Commisionados
| Nombre                  | Años      | Notas                                                      |
| ----------------------- | --------- | ---------------------------------------------------------- |
| Major John L. Griffith  | 1922-1944 | Fallecido en oficio                                        |
| Kenneth L. "Tug" Wilson | 1944-1961 | Retirado                                                   |
| Bill Reed               | 1961-1971 | Fallecido en oficio                                        |
| Wayne Duke              | 1971-1989 | Retirado                                                   |
| James Delany            | 1989-2019 | Retirado                                                   |
| Kevin Warren            | 2020-2023 | Se fue para convertirse en presidente de los Chicago Bears |
| Tony Petitti            | 2023–     | Presente                                                   |

## Fútbol americano
Desde 1946, el campeón de fútbol americano de la Big Ten disputa el Rose Bowl ante el campeón de la Pacific-12 Conference, a excepción de los años en que uno de ellos disputase el BCS National Championship Game mientras existió (2006-2014), o dispute el College Football Playoff en la actualidad y no le toque el partido al Rose Bowl. Desde 2011 el campeonato de la Big Ten se define en un partido final en el Lucas Oil Stadium de Indianápolis.
De 2014 a 2023, la conferencia fue divide en dos divisiones: este y oeste. El único partido interdivisional que debía jugarse todos los años era Indiana-Purdue.
Cuando Oregon, UCLA, USC y Washington se unieron en 2024, las divisiones fueron eliminadas. 
| División Oeste | División Este  |
| -------------- | -------------- |
| Purdue         | Indiana        |
| Illinois       | Maryland       |
| Iowa           | Michigan       |
| Minnesota      | Michigan State |
| Nebraska       | Ohio State     |
| Northwestern   | Penn State     |
| Wisconsin      | Rutgers        |

### Juegos anuales garantizados (a partir de 2024)
- Illinois–Northwestern
- Illinois–Purdue
- Indiana–Purdue
- Iowa–Minnesota
- Iowa–Nebraska
- Iowa–Wisconsin
- Maryland–Rutgers
- Michigan–Michigan State
- Michigan–Ohio State
- Minnesota–Wisconsin
- Oregon–Washington
- UCLA–USC

### Palmarés de conferencia en fútbol americano
| - 1896 Wisconsin - 1897 Wisconsin - 1898 Michigan - 1899 Chicago - 1900 Iowa & Minnesota - 1901 Michigan & Wisconsin - 1902 Michigan - 1903 Michigan, Minnesota & Northwestern - 1904 Michigan & Minnesota - 1905 Chicago - 1906 Michigan, Minnesota & Wisconsin - 1907 Chicago - 1908 Chicago - 1909 Minnesota - 1910 Illinois & Minnesota - 1911 Minnesota - 1912 Wisconsin - 1913 Chicago - 1914 Illinois - 1915 Illinois & Minnesota - 1916 Ohio State - 1917 Ohio State - 1918 Illinois, Michigan & Purdue - 1919 Illinois - 1920 Ohio State - 1921 Iowa - 1922 Iowa & Michigan - 1923 Illinois & Michigan - 1924 Chicago - 1925 Michigan - 1926 Michigan & Northwestern - 1927 Illinois & Minnesota - 1928 Illinois - 1929 Purdue - 1930 Michigan & Northwestern - 1931 Michigan, Northwestern & Purdue - 1932 Michigan - 1933 Michigan & Minnesota - 1934 Minnesota - 1935 Minnesota & Ohio State - 1936 Northwestern - 1937 Minnesota |  | - 1938 Minnesota - 1939 Ohio State - 1940 Minnesota - 1941 Minnesota - 1942 Ohio State - 1943 Michigan & Purdue - 1944 Ohio State - 1945 Indiana - 1946 Illinois - 1947 Michigan - 1948 Michigan - 1949 Michigan & Ohio State - 1950 Michigan - 1951 Illinois - 1952 Purdue & Wisconsin - 1953 Illinois & Michigan State - 1954 Ohio State - 1955 Ohio State - 1956 Iowa - 1957 Ohio State - 1958 Iowa - 1959 Wisconsin - 1960 Iowa & Minnesota - 1961 Ohio State - 1962 Wisconsin - 1963 Illinois - 1964 Michigan - 1965 Michigan State - 1966 Michigan State - 1967 Indiana, Minnesota & Purdue - 1968 Ohio State - 1969 Michigan & Ohio State - 1970 Ohio State - 1971 Michigan - 1972 Michigan & Ohio State - 1973 Michigan & Ohio State - 1974 Michigan & Ohio State - 1975 Ohio State - 1976 Michigan & Ohio State - 1977 Michigan & Ohio State - 1978 Michigan & Michigan State - 1979 Ohio State |  | - 1979 Ohio State - 1980 Michigan - 1981 Iowa & Ohio State - 1982 Michigan - 1983 Illinois - 1984 Ohio State - 1985 Iowa - 1986 Michigan & Ohio State - 1987 Michigan State - 1988 Michigan - 1989 Michigan - 1990 Illinois, Iowa, Michigan & Michigan State - 1991 Michigan - 1992 Michigan - 1993 Ohio State & Wisconsin - 1994 Penn State - 1995 Northwestern - 1996 Northwestern & Ohio State - 1997 Michigan - 1998 Michigan, Ohio State & Wisconsin - 1999 Wisconsin - 2000 Michigan, Northwestern & Purdue - 2001 Illinois - 2002 Iowa & Ohio State - 2003 Michigan - 2004 Iowa & Michigan - 2005 Ohio State & Penn State - 2006 Ohio State - 2007 Ohio State - 2008 Ohio State & Penn State - 2009 Ohio State - 2010 Michigan State, Ohio State & Wisconsin Desde la temporada 2011 al presente en el formato divisional: - 2011 Wisconsin - 2012 Wisconsin - 2013 Michigan State - 2014 Ohio State - 2015 Michigan State - 2016 Penn State - 2017 Ohio State - 2018 Ohio State - 2019 Ohio State - 2020 Ohio State - 2021 Michigan - 2022 Michigan - 2023 Michigan - 2024 Oregon |

## Palmarés de conferencia en baloncesto masculino
- 1998: Michigan
- 1999: Michigan State
- 2000: Michigan State
- 2001: Iowa
- 2002: Ohio State
- 2003: Illinois
- 2004: Wisconsin
- 2005: Illinois
- 2006: Iowa
- 2007: Ohio State
- 2008: Wisconsin
- 2009: Purdue
- 2010: Ohio State
- 2011: Ohio State
- 2012: Michigan State
- 2013: Ohio State
- 2014: Michigan State
- 2015: Wisconsin
- 2016: Michigan State
- 2017: Michigan